# Pepe López
José María López Planelles, (Madrid, 17 de agosto de 1995) más conocido como Pepe López, es un piloto de rally español que actualmente compite para Hyundai Motor España a los mandos de un Hyundai i20N Rally2. Fue campeón de España de rallyes de asfalto y del súper campeonato de España en 2019. También ha participado en el Campeonato del Mundo de Rally, en el campeonato de España de Rally de Tierra donde ha sido campeón en las categorías: júnior, dos ruedas motrices y en la copa de pilotos en 2015; en el Campeonato Madrileño de Rally de tierra donde ha sido campeón en la categoría júnior en 2013 y en la categoría car-cross en 2014 y en la Peugeot Cup de Francia donde también fue campeón en 2016.

## Trayectoria
Debutó con once años en el mundo del karting dentro de un programa de selección de pilotos de la Federación Madrileña, pero un accidente le hizo coger miedo por lo que probó suerte en el enduro. Con dieciséis años prueba de nuevo en el automovilismo estrenándose en la modalidad de  autocross. Recién cumplidos los 18 años debutó en rally, participando en el Rally Príncipe de Asturias de 2013 con un Citroën DS3 R1. Al año siguiente debuta en el mundial y participa de manera regular en el nacional de asfalto y el de tierra y en 2015 se traslada a Francia para participar en la Peugeot 208 Rally Cup con el apoyo de Carlos Sainz y Peugeot. Aunque su intención inicial era luchar en la categoría júnior los buenos resultados obtenidos le hicieron optar por algo más, tal que en su segunda temporada de participación terminó proclamándose campeón, siendo el piloto más joven en lograrlo. En España logra además con el apoyo de Teo Martín vencer en la categoría júnior y dos ruedas motrices del nacional de tierra.
Tras este éxito, de nuevo con el apoyo de Peugeot, da el salto al Campeonato de Europa de Rally, dentro de la categoría ERC Júnior U28 con unos resultados modestos y varios abandonos. Finalizado el contrato con la marca francesa, se queda sin financiación de tal manera que no compite durante más de seis meses. Finalmente encuentra en el equipo luso Sports & You, distribuidor oficial de Peugeot Sport para España y Portugal, el apoyo necesario para volver a competir. Gracias a esto regresa al nacional de asfalto donde logra su primera victoria absoluta, en el Rally de Ferrol de 2018 a los mandos de un Citroën DS3 R5.

### 2019-2020: Bicampeón de España
En 2019 ficha por Citroën, marca con la que logra un podio en el recién estrenado Súper Campeonato de España de Rally, con un tercer puesto en el Rally de Lorca y posteriormente logra su segunda victoria absoluta en el Rally Sierra Morena la primera cita del nacional de asfalto, situándolo líder del campeonato por primera vez en su carrera. Gana de nuevo en la segunda cita, Canarias, tras un mano a mano con el ruso Alexey Lukyanuk que sufrió un golpe y se vio obligado a ganar. Acude al Rally Terra da Auga, tercera ronda del S-CER donde es segundo por detrás de Xevi Pons y en Orense logra la tercera victoria del año, en una prueba donde sus principales rivales Pons y Ares abandonan. Esto dejó a Pepe líder provisional del Súper Campeonato y del certamen de asfalto, por lo que decide acudir a Lalín, quinta cita del CERA, para tener opciones a lugar por el título. Por problemas logísticos se inscribe con el Citroën C3 R5 de Víctor Senra en lugar de su unidad habitual. A pesar de liderar la prueba abandona en el octavo tramo tras una salida de pista. Vence luego en Ferrol y suma otro abandono en el Princesa de Asturias. En Llanes logra con una amplia ventaja sobre Ares, su quinta victoria de la temporada. Problemas mecánicos en su Citroën le impidieron pasar de la tercera plaza en Cantabria, sin embargo en el Rally de La Nucía-Mediterráneo, se hizo con el triunfo y se proclamó campeón de España de manera matemática debido al abandono de Ares. En la última cita del año, Madrid, es segundo de la general y primero en el súpercampeonato por delante de Pons, consiguiendo así también el título.
Para la temporada 2020 afronta el campeonato WRC 3 con el apoyo del Rallye Team Spain, participando en la primera cita del calendario, Montecarlo, donde no pudo terminar tras un golpe el primer día que lo lastró el resto de la prueba y terminó abandonando. En España repite programa con Citroën. En el Campeonato de asfalto suma dos victorias en Ourense y Ferrol y dos podios en el Princesa de Asturias y el Mediterráneo, proclamándose de nuevo campeón por segundo año al igual que en el Súper Campeonato donde cosecha dos victorias y dos podios y el título.
En 2021 se centra en el WRC 3 donde participan en un programa parcial de cinco pruebas con un Škoda Fabia Rally2 evo. Abandona en Portugal por problemas en la suspensión; termina segundo de la categoría en Cerdeña y cuarto en Estonia. No acude al rally de Ypres a última hora y si lo hace a Finlandia donde suma otro cuarto puesto y abandona de nuevo en Cataluña por avería en el motor finalizando sexto en la clasificación final del campeonato. 

### 2022: Hyundai
En 2022 ficha por la marca Hyundai con la que afronta de nuevo el Súper Campeonato a los mandos del Hyundai i20 N Rally2. Inicia el certamen con un tercer puesto en Lorca, logra la victoria en Sierra Morena y Pozoblanco y tras un abandono en Orense, finaliza de nuevo en el podio en el Princesa de Asturias y Llanes y llega a la penúltima cita, el rally de La Nucía con opciones de proclamarse el título donde lo asegura tras adjudicarse la victoria. En Adeje termina segundo en la última cita del calendario, Madrid, prueba no puntuable es sexto. 
Ese año participa en la FIA Motorsport Games Rally donde finaliza segundo y acude al Goodwood FOS Rally Stage donde compite con un Toyota GR Yaris RZ. También sale en el rally de Avilés Histórico con un Peugeot 205 Proto pero sin competir.
En 2023 comenzó con un segundo puesto en el Sierra Morena pero días después anunció su retirada del campeonato por la pérdida de los puntos del carnet y «por presiones de terceros».

## Resultados

### Campeonato Mundial de Rally
| Año  | Equipo               | Automóvil              | 1       | 2   | 3   | 4       | 5     | 6   | 7       | 8      | 9   | 10     | 11      | 12     | 13  | Pos. | Puntos |
| ---- | -------------------- | ---------------------- | ------- | --- | --- | ------- | ----- | --- | ------- | ------ | --- | ------ | ------- | ------ | --- | ---- | ------ |
| 2014 | RMC Motorsport       | Ford Fiesta R2         | MON     | SWE | MEX | POR     | ARG   | ITA | POL Ret | FIN 53 | DEU | AUS    | FRA     | ESP 29 | GBR | -    | 0      |
| 2015 | Peugeot Sport España | Peugeot 208 R2         | MON     | SWE | MEX | ARG     | POR   | ITA | POL     | FIN    | DEU | AUS    | FRA     | ESP 33 | GBR | -    | 0      |
| 2016 | Yacar Racing         | Peugeot 208 R2         | MON     | SWE | MEX | ARG     | POR   | ITA | POL     | FIN    | GER | FRA    | ESP Ret | GBR 35 | AUS | -    | 0      |
| 2017 |                      | Peugeot 208 T16        | MON Ret | SWE | MEX | FRA     | ARG   | POR | ITA     | POL    | FIN | GER    | ESP     | GBR    | AUS | -    | 0      |
| 2018 | Sports & You         | Citroën C3 R5          | MON     | SWE | MEX | FRA     | ARG   | POR | ITA     | FIN    | GER | TUR    | GBR     | ESP 31 | AUS | -    | 0      |
| 2020 | Pepe López           | Citroën C3 R5          | MON Ret | SWE | MEX | EST     | TUR   | ITA | MNZ     |        |     |        |         |        |     | -    | 0      |
| 2021 | Pepe López           | Škoda Fabia Rally2 evo | MON     | ART | CRO | POR Ret | ITA 8 | SAF | EST 15  | YPR    | GRE | FIN 14 | ESP Ret | MON    |     | 20º  | 4      |
| 2022 | Pepe López           | Hyundai i20 N Rally2   | MON     | SWE | CRO | POR     | ITA   | SAF | EST     | FIN    | YPR | GRE    | NZL     | ESP 25 | JAP | -    | 0      |
| 2023 | Pepe López           | Hyundai i20 N Rally2   | MON 11  | SWE | MEX | CRO     | POR   | ITA | SAF     | EST    | FIN | GRE    | CHI     | EUR    | JAP | -    | 0      |

### Campeonato de España de Rally
| Año  | Equipo                | Automóvil               | 1     | 2       | 3      | 4     | 5       | 6     | 7       | 8      | 9       | 10     | 11    | Pos. | Puntos |
| ---- | --------------------- | ----------------------- | ----- | ------- | ------ | ----- | ------- | ----- | ------- | ------ | ------- | ------ | ----- | ---- | ------ |
| 2013 | Yacar Racing          | Mitsubishi Lancer Evo X | CNR   | CAN     | RIA    | ORE   | FER     | PRI   | LLA     | SMO    | MAD Ret |        |       | -    | 0      |
| 2014 | RMC Motorsport        | Ford Fiesta R2          | CNR   | SMO Ret | RBX 25 | OUR   | BIE Ret | FER   | PDA     | LLA 25 | CAN     |        |       | 72.º | 3      |
| 2014 | Yacar Racing          | Ford Fiesta R2          |       |         |        |       |         |       |         |        |         | MAD 18 |       | 72.º | 3      |
| 2017 | Peugeot Rally Academy | Peugeot 208 T16         | SMO   | ECI 4   | ADE    | OUR   | FER     | PDA   | LLA     | CAN    | MED     | MAD    |       | 23º  | 30     |
| 2018 | Sports&you            | Citroën DS3 R5          | COC   | SMO     | ECI    | ADE   | OUR     | FER 1 | PDA Ret | LLA    | CAN     | MED    | MAD   | 22º  | 37     |
| 2019 | Citroën Rally Team    | Citroën C3 R5           | SMO 1 | ECI 1   | ADE    | OUR 1 | COC Ret | FER 1 | PDA Ret | LLA 1  | CAN 3   | MED 1  | MAD 2 | 1º   | 282    |
| 2020 | Citroën Rally Team    | Citroën C3 R5           | OUR 1 | FER 1   | PDA 2  | MED 2 |         | MAD   |         |        |         |        |       | 1º   | 139    |
| 2020 | Rallye Team Spain     | Citroën C3 R5           |       |         |        |       | CAN Ret |       |         |        |         |        |       | 1º   | 139    |

### Súper Campeonato de España de Rally
| Año  | Equipo               | Automóvil            | 1     | 2     | 3       | 4       | 5     | 6       | 7     | 8     | 9   | Pos. | Puntos |
| ---- | -------------------- | -------------------- | ----- | ----- | ------- | ------- | ----- | ------- | ----- | ----- | --- | ---- | ------ |
| 2019 | Citroën Rally Team   | Citroën C3 R5        | LOR 3 | CAN 1 | TDA 2   | OUR 1   | AST 2 | PDA Ret | GRA   | MAD 1 |     | 1º   | 112    |
| 2020 | Citroën Rally Team   | Citroën C3 R5        | LOR 2 | FER 1 | TDA Ret | NUC 2   | MAD 1 | CAN Ret |       |       |     | 1º   | 76     |
| 2022 | Hyundai Motor España | Hyundai i20 N Rally2 | LOR 3 | SMO 1 | POZ 1   | OUR Ret | PDA 2 | LLA 2   | NUC 1 | ADE 2 |     | 1º   | 235    |
| 2023 | Hyundai Motor España | Hyundai i20 N Rally2 | SMO 2 | LOR   | CAN     | OUR     | PDA   | LLA     | CAT   | MED   | POZ | 8º   | 31     |

### Campeonato de España de Rally de Tierra
| Año  | Equipo                | Automóvil               | 1       | 2       | 3     | 4       | 5      | 6       | 7      | 8   | Posi. | Puntos |
| ---- | --------------------- | ----------------------- | ------- | ------- | ----- | ------- | ------ | ------- | ------ | --- | ----- | ------ |
| 2013 | Yacar Racing          | Mitsubishi Lancer Evo X | CER     | LOR     | URG   | BIE     | SER    | BIE 5   |        |     | 21º   | 23     |
| 2014 | RMC Motorsport        | Ford Fiesta R2          | LOR Ret | GAL Ret | AND   | BIE Ret | CER 20 |         |        |     | 47.º  | 1      |
| 2014 | Yacar Racing          | Citroën DS3 Proto       |         |         |       |         |        | RIO Ret |        |     | 47.º  | 1      |
| 2015 | Teo Martín Motorsport | Peugeot 208 R2          | LOR 13  | NAV 15  | GAL   | BIE 10  | CER    | EXT 10  | MAL 10 |     | 13º   | 53     |
| 2016 | Yacar Racing          | Peugeot 208 R2          | LOR 6   | NAV     | GAL   | BIE     | CER    | EXT     | CTG    | POZ | 25º   | 21     |
| 2019 | Citroën Rally Team    | Citroën C3 R5           | LOR 4   | POZ     | NAV   | TDA 2   | AST 2  | GRA     | VOL    |     | 7º    | 92     |
| 2020 | Citroën Rally Team    | Citroën C3 R5           | LOR 2   | AUG Ret | MAD 1 |         |        |         |        |     | 3º    | 70     |

| Predecesor: Miguel Ángel Fuster | Campeón de España de Rally 2019-2020 | Sucesor: -                   |
| Predecesor: -                   | Campeón S-CER 2019-2020              | Sucesor: José Antonio Suárez |
| Predecesor: José Antonio Suárez | Campeón S-CER 2022                   | Sucesor: José Antonio Suárez |